# José Sócrates
José Sócrates Carvalho Pinto de Sousa, dit José Sócrates [ ʒuˈzɛ ˈsɔkɾɐtɨʃ ], né le 6 septembre 1957 à Alijó, est un homme d'État portugais, membre du Parti socialiste et Premier ministre de 2005 à 2011.
Il commence sa carrière politique au sein des jeunesses du Parti social-démocrate (PPD/PSD), qu'il quitte en 1975. Il rejoint le Parti socialiste (PS) en 1981.
Élu député du district de Castelo Branco en 1987, il est nommé dix ans plus tard ministre adjoint du Premier ministre António Guterres. À ce poste, il assure l'obtention par le Portugal de l'Euro 2004. En 1999, il est nommé ministre de l'Environnement, un poste qu'il cumule avec celui de ministre de l'Équipement à partir du début de l'année 2002.
Les socialistes retournent dans l'opposition quelques semaines plus tard. À la suite de la démission d'Eduardo Ferro Rodrigues, il est élu secrétaire général du PS en 2004 avec plus de 80 % des voix et mène le parti à la victoire aux législatives de 2005, où il remporte pour la première fois depuis 1974 la majorité absolue des sièges. Investi Premier ministre, il met en place une politique de rigueur budgétaire, légalise l'interruption volontaire de grossesse et réalise la signature du traité de Lisbonne.
Lors des élections législatives de 2009, il perd sa majorité absolue et, face à l'impossibilité de former une coalition avec l'un des quatre autres partis, prend la tête d'un gouvernement minoritaire. Il remet alors en place une politique de rigueur budgétaire pour répondre à la dégradation des comptes publics induite par la crise économique mondiale et aux inquiétudes sur la solvabilité du Portugal.
C'est à l'occasion de la présentation de son quatrième plan de rigueur, en mars 2011, qu'il doit faire face au désaveu de l'Assemblée de la République et remettre sa démission. Il perd deux mois plus tard les élections anticipées, ce qui le conduit à se retirer de la vie politique.
Cité dans plusieurs affaires de corruption, il est placé en détention provisoire de novembre 2014 à septembre 2015, puis assigné à résidence.

## Biographie

### Jeunesse et formation
José Sócrates Carvalho Pinto de Sousa accomplit l'ensemble de sa scolarité à Covilhã, une ville moyenne dans le district de Castelo Branco, au nord-est du pays.
Ayant décidé de rejoindre les Jeunesses sociales-démocrates (JSD) en 1974, il s'inscrit l'année suivante à l'École supérieure du génie de Coimbra (ISEC) et abandonne les JSD. En 1979 il obtient un diplôme d'ingénieur technique civil.
En 2012, il s'inscrit à l'école doctorale à Sciences-Po Paris, où il suit entre autres des cours d'études de genre[réf. nécessaire].

### Ascension en politique
Il travaille ensuite dans le secteur privé à Covilhã et adhère en 1981 au Parti socialiste (PS). Cinq ans plus tard, il est choisi pour présider la fédération socialiste du district de Castelo Branco.
En 1987, il entreprend des études supérieures de droit à l'université Lusíada de Lisbonne et prend des cours de génie sanitaire à l'École nationale de santé publique.
À l'occasion des élections législatives anticipées du 19 juillet de cette même année, il est placé en deuxième position sur la liste que mène António Guterres dans le district de Castelo Branco et se fait élire député à l'Assemblée de la République. Dès l'année suivante il réalise sa première intervention en séance, défendant l'adoption d'un projet de loi légalisant la pratique du nudisme.
Sur le plan professionnel, il s'associe en 1990 à Armando Vara et fonde la société Sociedade de Venda de Combustíveis Lda. (Sovenco) à Amadora. Cette aventure commerciale ne dure qu'un an et il niera même y avoir participé.
Nommé au secrétariat national du PS en 1991 par Jorge Sampaio, il doit abandonner deux ans plus tard ses études de droit, faute d'avoir réussi complètement sa première année.
Il s'inscrit à l'Institut supérieur du génie de Lisbonne (ISEL) en 1994 pour obtenir un diplôme d'études supérieures spécialisées (DESE) qui équivaut à une licence. Il renonce à cette idée en 1995 et intègre l'université indépendante, une institution universitaire privée à Lisbonne.

### Entrée au gouvernement
À la suite des élections législatives du 1er octobre 1995, le PS est en mesure de prendre le pouvoir et Guterres se voit nommé Premier ministre. Il appelle Sócrates dans son équipe et le désigne secrétaire d'État, adjoint de la ministre de l'Environnement Elisa Ferreira. Il renonce alors à présider le parti dans son district électoral. En 1996, il obtient sa licence de génie civil de l'université indépendante.

### Deux postes ministériels
Avec le départ du numéro deux du gouvernement António Vitorino, un remaniement ministériel est opéré le 26 septembre 1997. À cette occasion, il devient ministre adjoint du Premier ministre, ayant compétence sur la jeunesse, les sports et la lutte contre la toxicomanie. À ce titre, il joue un rôle de premier plan dans l'attribution de l'Euro 2004 au Portugal.
Après la nouvelle victoire des socialistes aux élections législatives du 10 octobre 1999, il est choisi quinze jours plus tard comme nouveau ministre de l'Environnement et de l'Aménagement du territoire.
Il est pressenti pour cumuler ce poste avec celui de ministre de l'Équipement social à la suite de la démission de Jorge Coelho le 4 mars 2001, mais le Premier ministre lui préfère le ministre du Travail Eduardo Ferro Rodrigues. Toutefois, ce dernier quitte l'exécutif le 23 janvier 2002 pour devenir secrétaire général du PS. Son ministère est alors confié à José Sócrates.

### Secrétaire général du PS
Avec la convocation d'élections législatives anticipées le 17 mars 2002 et le retrait d'António Guterres de la vie politique, il se voit investi tête de liste dans le district de Castelo Branco. S'il parvient à sauver les trois sièges, sur cinq à pourvoir, que les socialistes détenaient dans ce territoire, le parti passe dans l'opposition au niveau national.
Les élections européennes du 13 juin 2004 ayant été un succès pour le PS, Ferro Rodrigues demande au président de la République Jorge Sampaio de dissoudre l'Assemblée de la République. Le chef de l'État s'y oppose, ce qui amène à la démission du chef du parti. Le 15 juillet, il se présente à sa succession. Environ deux mois et demi plus tard, le 29 septembre, José Sócrates est élu secrétaire général du Parti socialiste avec 80,07 % des voix, alors qu'il faisait face à l'ancien maire de Lisbonne João Soares et au député Manuel Alegre. Il devient de facto le chef de l'opposition.
À l'occasion de son passage dans l'opposition, il est commentateur politique sur la Radio Télévision du Portugal (RTP).

### Premier ministre

#### Premier mandat (2005 - 2009)

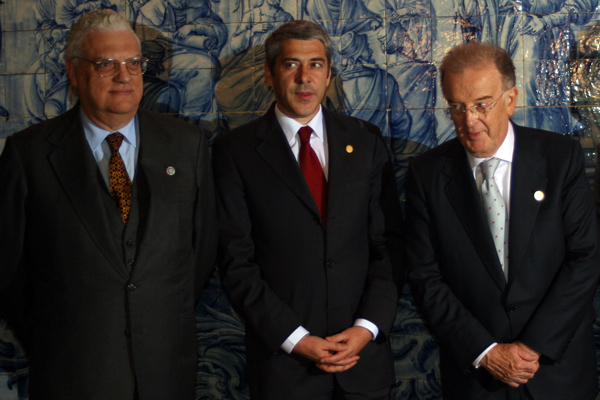
José Sócrates (c.), Diogo Freitas do Amaral (g.) et Jorge Sampaio au ibéro-américain à Salamanque, en 2005.

Les dissensions au sein de la coalition du nouveau Premier ministre libéral Pedro Santana Lopes amènent à la dissolution du Parlement, donc la convocation d'élections législatives anticipées le 20 février 2005. À nouveau tête de liste dans le district de Castelo Branco, il se trouve opposé au ministre de la Présidence Nuno Morais Sarmento. Dans sa circonscription, il remporte 4 sièges sur 5 et 56 % des voix. Au niveau national, le PS obtient 45,03 % des suffrages, soit 121 parlementaires sur 230. Pour la première fois depuis la révolution des Œillets, les socialistes remportent une majorité absolue à l'Assemblée.
Deux jours plus tard, à la sortie de son entrevue avec le président Jorge Sampaio, il déclare que « Il y aura un gouvernement aussi vite que possible » (« Tão breve quanto possível haverá governo »), ajoutant que les Portugais souhaitaient que le PS gouverne avec son programme et que la décision de dissoudre l'Assemblée de la République était justifiée, étant donné qu'il semble évident que les Portugais souhaitaient changer de gouvernement, ce qu'il a démenti aussitôt.
José Sócrates est officiellement nommé Premier ministre du Portugal le 12 mars 2005.
Il présente alors le XVIIe gouvernement constitutionnel, composé pour moitié de ministres indépendants. En font partie, entre autres, le fondateur du Centre démocratique et social (CDS) Diogo Freitas do Amaral, ministre des Affaires étrangères ; l'ancien vice-gouverneur de la Banque du Portugal Luís Campos e Cunha, ministre des Finances ; l'ancien conseiller de Sócrates Pedro Silva Pereira, ministre de la Présidence ; et les anciens ministres de Guterres António Costa, ministre de l'Intérieur, Alberto Costa, ministre de la Justice, ou Mariano Gago, ministre de la Science.

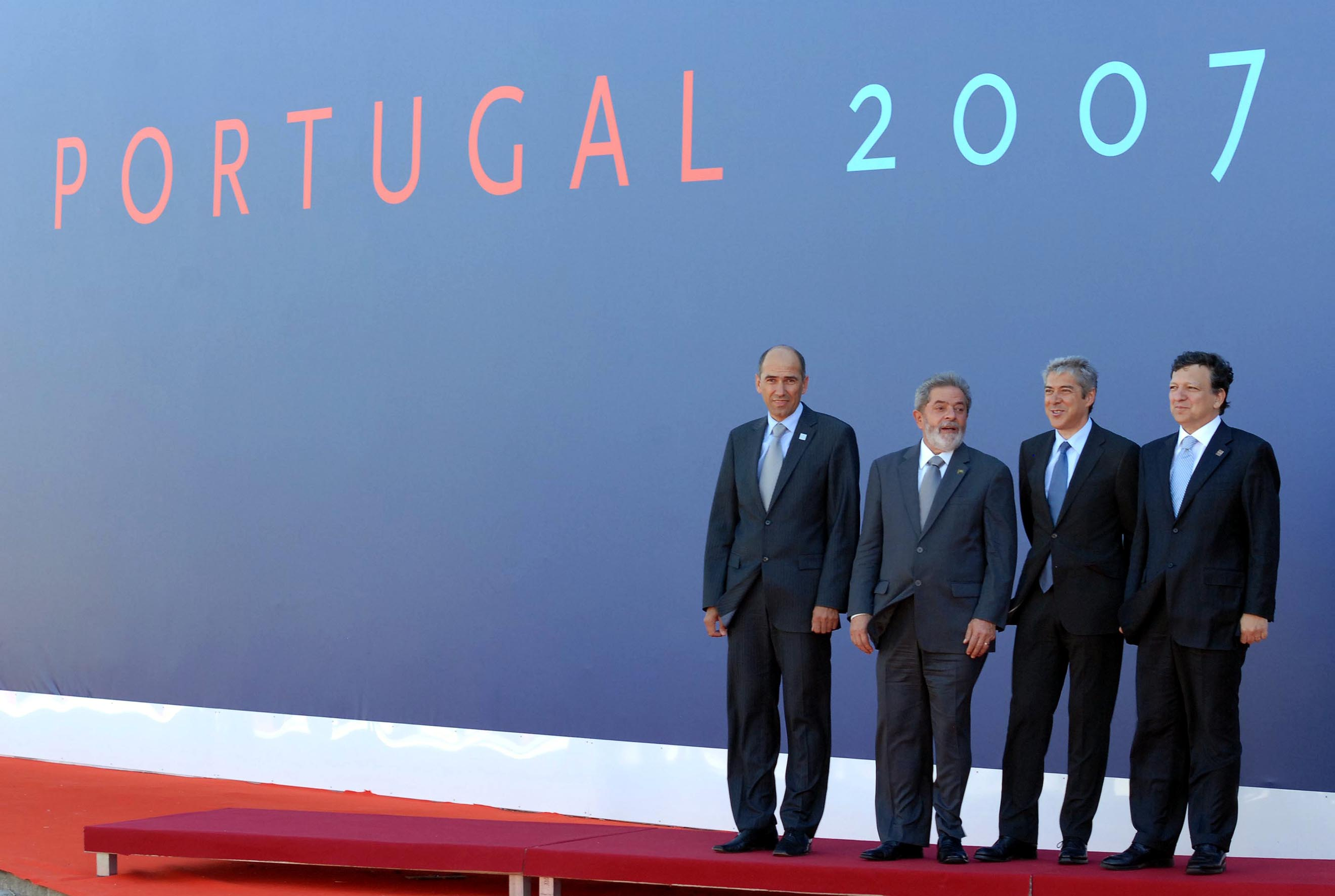
Janez Janša, Luiz Inácio Lula da Silva, José Sócrates et José Manuel Durão Barroso au sommet UE-Brésil à Lisbonne en 2007.

Au cours de son premier mandat, il met en œuvre une importante réforme de l'administration publique, dans le but d'en réduire la lourdeur des procédures et le coût de fonctionnement, avec les programmes SIMPLEX de simplification législative et réglementaire, PRACE, de réduction de l'administration centrale de l'État, et Entreprise en une heure. L'ensemble de ses mesures a pour objet de réduire le déficit public et de le ramener dans les critères de Maastricht. À ce titre, il gèle les carrières et traitements des fonctionnaires et augmente la fiscalité.
En parallèle, et réalisant sa promesse de campagne de créer un « choc technologique », son gouvernement lança le Plan technologique (Plano Tecnológico) basé sur la connaissance, la technologie et l'innovation. Une vaste réforme éducative, achevant la mise en place du processus de Bologne, est également lancée, ce qui engendra des critiques, notamment concernant le nouveau modèle d'évaluation des professeurs.
Pour l'élection présidentielle du 22 janvier 2006, il choisit d'investir l'ancien président de la République Mário Soares, ce qui entraîne la dissidence du vice-président de l'Assemblée Manuel Alegre. Avec 14,3 %, Soares finit troisième, tandis que la dispersion des candidatures à gauche permet la victoire de l'ancien Premier ministre Aníbal Cavaco Silva, du Parti social-démocrate. Cela ne l'empêche pas d'être réélu secrétaire général du PS en octobre suivant, par 96,8 % des voix.
Le gouvernement engage aussi une politique de développement des transports avec l'annonce de la construction d'un nouvel aéroport pour Lisbonne le 10 janvier 2008 ou encore la création d'un réseau de train à grande vitesse (TGV). Par ailleurs, à la suite d'un référendum, non contraignant faute d'avoir atteint une participation suffisante, l'avortement est légalisé.
Ce premier mandat de José Sócrates est par ailleurs marqué, au second semestre 2007, par la présidence portugaise de l'Union européenne (UE), au cours de laquelle est signé le traité de Lisbonne. La cérémonie s'est tenue le 12 décembre 2007 dans la capitale portugaise. Cette période a également été marquée par l'organisation du premier sommet entre l'UE et le Brésil et la tenue d'un sommet UE-Afrique.
Il obtient au mois de février 2009 un troisième mandat de secrétaire général du PS, grâce à un score de 96,4 % des suffrages.

#### Second mandat (2009 - 2011)

Composition politique de l'Assemblée après les élections de 2009.

Candidat à un second mandat lors des législatives du 27 septembre 2009, il s'impose face à Manuela Ferreira Leite, présidente du PPD/PSD, mais perd sa majorité absolue avec seulement 96 sièges sur 230. Il est cependant reconduit par le président Aníbal Cavaco Silva le 12 octobre, et annonce la composition de son nouveau gouvernement deux semaines plus tard.
Ce second mandat est évidemment marqué par la crise économique mondiale, qui a sérieusement dégradé les finances publiques.
Obligé de négocier le budget de l'État, son gouvernement minoritaire s'appuie notamment sur le centre droit, à savoir le Parti social-démocrate (PPD/PSD) et le Parti populaire (CDS/PP), tandis que pour réussir la légalisation du mariage homosexuel, il a cherché le soutien des formations de gauche. Au cours de cette nouvelle législature, il compte également rouvrir le dossier de la création de régions administratives (regionalização). Après avoir annoncé plusieurs mesures pour geler les dépenses publiques et ainsi réduire le déficit public, il s'accorde en avril 2010 avec le Parti social-démocrate pour anticiper certaines mesures sociales du « pacte de stabilité et de croissance » portugais.
Deux semaines plus tard, afin d'éviter une contagion de la crise de la dette grecque, il propose une hausse de l'impôt sur le revenu, une taxe sur les produits de luxe ou encore la baisse de 5 % du traitement des ministres. Il doit en outre affronter une motion de censure du Parti communiste portugais (PCP), sept mois à peine après sa confirmation, qui est toutefois rejetée par les députés le 21 mai avec le plus petit nombre de votes contraires depuis l'instauration de la démocratie, à savoir 92 voix, les seules du PS, tandis que 89 députés de droite se sont abstenus.
Le 30 mai 2010, il propose à la commission nationale du PS que le parti apporte son soutien à l'ancien député socialiste Manuel Alegre, déjà soutenu par le Bloc de gauche (BE), pour sa candidature à l'élection présidentielle de 2011. Handicapé par l'indépendant Fernando Nobre et la popularité du chef de l'État, Alegre se contente de 19,7 % des voix lors du premier et unique tour.
Il annonce, le 29 septembre 2010, une nouvelle série de mesures d'austérité budgétaire dans le but de ramener le déficit public de 7,3 % du produit intérieur brut à 4,6 %, notamment la baisse de 3,5 % à 10 % du salaire des fonctionnaires gagnant au moins 1 500 euros par mois, la hausse de la taxe sur la valeur ajoutée à 23 %, et le gel des pensions de retraite. Ces mesures, en particulier la hausse de la fiscalité, sont aussitôt critiquées par le Parti social-démocrate, le Parti communiste portugais ou encore le Bloc de gauche. Il se défend alors en expliquant qu'il n'y a « aucune alternative ».
Face à ce train de mesures, la Confédération générale des travailleurs portugais - Intersyndicale nationale (CGTP-IN) lance un appel à la grève générale pour le 24 novembre. Même José Vieira da Silva, le ministre de l'Économie, s'est dit « préoccupé » par l'effet de ce plan d'austérité, le plus dur de l'Union européenne après celui décidé en Grèce, sur la croissance économique. Malgré le fait que les discussions avec le PSD, entamées le 23 octobre, aient échoué très rapidement, ce dernier devrait tout de même choisir de s'abstenir lors du vote du budget, permettant ainsi son adoption.
Les négociations reprennent finalement le 29 octobre 2010 et aboutissent le soir même à la conclusion d'un accord. Environ un mois plus tard, le 24 novembre, une grève générale convoquée par les deux principaux syndicats, paralyse le pays, atteignant une ampleur jamais vue depuis la grève générale de 1988, mais à laquelle il n'entend rien céder, prenant alors l'exemple de récente la crise des finances publiques irlandaise.

#### Démission
Il annonce, le 23 mars 2011, avoir remis sa démission au président Aníbal Cavaco Silva, après le rejet par l'Assemblée de la République de son quatrième plan de rigueur depuis 2009. Il appelle ensuite à la tenue d'élections législatives anticipées, auquel il est candidat à sa propre succession.
D'ailleurs quatre jours plus tard, il est réélu à la tête des socialistes avec un score de 93,3 % des voix, alors qu'il fait face à deux candidats.
Le PS n'ayant remporté que 28 % des voix, soit dix points de moins que le PPD/PSD, il renonce à diriger son parti le soir-même et se retire de la vie politique. Le 15 juin, le libéral Pedro Passos Coelho est choisi par le chef de l'État pour lui succéder, sa prise de fonction étant fixée six jours plus tard.
Lors de l'élection des 22 et 23 juillet suivants, l'ancien ministre adjoint d'António Guterres António José Seguro est élu secrétaire général du Parti socialiste contre Francisco Assis.

### Affaires judiciaires
En novembre 2014, il est placé plusieurs jours en garde à vue dans le cadre d'une enquête pour fraude fiscale, corruption et blanchiment d'argent. Il est mis en examen le 24 novembre et placé en détention provisoire. Il est autorisé à sortir de prison en septembre 2015 et placé en résidence surveillée.
Il est à nouveau inculpé, en octobre 2017, pour corruption passive, blanchiment d'argent, faux en écriture et fraude fiscale, dans une affaire impliquant les anciennes directions de la banque Espirito Santo et de la société Portugal Telecom.
En avril 2021, il est renvoyé en procès pour blanchiment de capitaux et falsification de documents. Il bénéficie toutefois d'un non-lieu pour trois accusations de corruption.

## Éléments personnels

### Nom
Son identité complète et officielle est « José Sócrates Carvalho Pinto de Sousa ». Il est le fils de Fernando Pinto de Sousa (né à Vilar de Maçada, Alijó, le 15 novembre 1926) et de Maria Adelaide de Carvalho Monteiro (née à Vilar de Maçada, Alijó, le 8 octobre 1931). Il a un frère, António Carvalho Pinto de Sousa (né en 1962), et une sœur, Ana Maria Carvalho Pinto de Sousa (décédée en 1988).
Comme le veut le système en vigueur au Portugal et au Brésil, son premier nom de famille est donc celui de sa mère et le deuxième est celui de son père, seul transmissible.
Il est cependant connu sur la scène politique, institutionnelle et médiatique sous ses seuls prénoms de José Sócrates, alors qu'il signe « José Sócrates Carvalho Pinto de Sousa ».

### Vie privée
Agnostique, il est divorcé de Sofia da Costa Pinto Fava, et père de deux fils, José Miguel, né en 1993, et Eduardo, venu au monde deux ans plus tard. Il réside à Lisbonne mais vote à Covilhã, où il a passé une grande partie de sa jeunesse.
Il pratique régulièrement le jogging et a annoncé en 2008 qu'il avait arrêté de fumer.

## Polémiques
En 2007, des doutes surgissent quant à l'obtention de son diplôme d'ingénieur civil à l'université indépendante. S'ils étaient fondés, cela pourrait remettre en cause l'usage du titre d' « ingénieur » au profit de celui d' « ingénieur technique » par Sócrates. Toutefois, une enquête officielle a conclu que ce diplôme était parfaitement valable, tandis que, dans le même temps, le ministère de la Science ordonnait la fermeture de l'université pour cause d'irrégularités et d'erreurs pédagogiques. Peu après, la presse révèle qu'un ordinateur du gouvernement a été utilisé pour effacer toute référence à cette affaire sur la page Wikipédia portugaise du Premier ministre.
Environ un an après, en octobre 2008, une polémique naît à propos d'une éventuelle fraude fiscale de l'entreprise J.P. Sá Couto. Celle-ci a la particularité de fabriquer les Magalhães, ordinateurs à bas coût financés par l'État pour ses écoles. Cette affaire, à laquelle s'ajoutent des doutes quant à la régularité de l'appel d'offres passé par le gouvernement, entraîne la mise en place d'une commission d'enquête parlementaire en décembre 2009.
José Sócrates est également mis en cause dans « l'affaire Freeport », en cours au Royaume-Uni et au Portugal. Alors qu'il était ministre de l'Environnement, il aurait, sous pression de son oncle et de son cousin, fait sauter certaines restrictions justifiées par la protection de l'environnement afin de permettre l'implantation d'un magasin d'usine Freeport sur les rives du Tage. Charles Smith, consultant et principal mis en cause par les autorités britanniques, a même affirmé que le Premier ministre « [était] corrompu ». Cette affaire s'est doublée d'un scandale judiciaire puisque le procureur José da Mota, chef d'Eurojust et ami de Sócrates, aurait fait pression sur les procureurs portugais chargés du dossier afin qu'ils arrêtent leurs investigations. Il devrait toutefois être blanchi dans la mesure où aucune preuve n'a été trouvée contre lui.
Le Premier ministre s'est aussi vu embarqué dans une autre affaire de corruption, Face Occulta (« Face cachée ») à la fin de l'année 2009, du fait que l'un des suspects est Armando Vara, son ancien associé et désormais ami. Les deux hommes se sont passés plusieurs appels téléphoniques qui ont été enregistrés par les autorités judiciaires, mais le Tribunal suprême a ordonné leur destruction.
Depuis le début de son mandat, il a attaqué en justice neuf journalistes de trois médias différents, sans jamais gagner un seul procès.

## Décorations

### Nationales
- Grand-croix de l'ordre de l'Infant Dom Henri (2001).

### Étrangères
- Grand-croix avec collier de l'ordre de l'Étoile blanche d'Estonie (2006).
- Grand cordon avec collier de l'ordre de l'Étoile (2009).
- Grand-croix de l'ordre royal norvégien du Mérite (2009).
- Grand-croix de l'ordre du Mérite du Chili (2010).
- Grand-croix de l'ordre de Saint-Grégoire-le-Grand du Saint-Siège (2010).
- Grand-croix de l'ordre pro Merito Melitensi de l’ordre souverain de Malte (2010).
- Grand-croix de l'ordre de la Couronne de chêne du grand-duché de Luxembourg (2010).